# Goga e Magoga
Goga e Magoga è il sesto album in studio del cantautore italiano Davide Van De Sfroos, pubblicato il 15 aprile 2014 e distribuito dalla Universal Records.

## Titolo
Il titolo fa riferimento all'espressione "andare in goga e magoga", ossia "andare in un paese molto lontano". Tale modo di dire si rifà alle leggendarie popolazioni Gog e Magog, citate nell'Apocalisse di Giovanni.

## Tracce
1. Angel – 4:21
2. Ki – 4:42
3. Figlio di ieri – 4:12
4. Crusta de platen – 3:09
5. El calderon de la stria – 5:01
6. Mad Max – 4:04
7. Infermiera – 3:39
8. De me – 3:57
9. Cinema Ambra – 3:36
10. Il re del giardino – 2:46
11. Goga e Magoga – 6:28
12. Colle Nero – 3:12
13. Gira Gira – 4:47
14. Omen – 3:33
15. Il viaggiatore – 4:38
16. Il dono del vento – 3:14

Durata totale: 65:19

## Formazione
- Davide Van De Sfroos - voce, chitarra acustica, chitarra elettrica, armonica, shell horn, cori

### Angel
- Leslie Abbadini - voce
- Maurizio "Gnola" Glielmo - chitarre
- Paolo Costola - chitarre
- Davide "Billa" Brambilla - organo Hammond B3
- Gianni Sabbioni - basso
- Alessandro Gioia - batteria, percussioni

### Ki
- Leslie Abbadini - cori
- Maurizio "Gnola" Glielmo - chitarre
- Davide "Billa" Brambilla - fisarmonica, pianoforte
- Alessandro Gioia - percussioni
- Angapiemage "Anga" Galiano Persico - violino
- Alessandro Parilli - basso
- Diego Scaffidi - batteria
- Marco Vignuzzi - autoharp, mandolino, ukulele, bass six
- Valerio Gaffurini - Moog

### Figlio di ieri
- Leslie Abbadini - cori
- Maurizio "Gnola" Glielmo - chitarre
- Paolo Costola - chitarre
- Alessandro Gioia - percussioni, piano Fender Rhodes
- Marco Vignuzzi - chitarra elettrica

### Crusta de platen
- Davide "Billa" Brambilla - fisarmonica, tromba
- Marco Vignuzzi - dobro

### El calderon de la stria
- Leslie Abbadini - cori
- Maurizio "Gnola" Glielmo - chitarre
- Paolo Costola - cori
- Davide "Billa" Brambilla - fisarmonica, pianoforte
- Gianni Sabbioni - contrabbasso
- Alessandro Gioia - percussioni
- Angapiemage "Anga" Galiano Persico - violino
- Alessandro Parilli - basso
- Diego Scaffidi - batteria
- Marco Vignuzzi - dobro, irish bouzouki
- Valerio Gaffurini - Mellotron, mallets

### Mad Max
- Leslie Abbadini - cori
- Maurizio "Gnola" Glielmo - chitarre
- Paolo Costola - chitarre
- Davide "Billa" Brambilla - pianoforte
- Angapiemage "Anga" Galiano Persico - violino
- Alessandro Parilli - basso
- Diego Scaffidi - batteria
- Marco Vignuzzi - irish bouzouki, chitarra acustica, cori
- Valerio Gaffurini - Moog
- Maurizio Leone - flauto
- Alberto Pavesi - bodhràn
- Alberto Gioia - organo Hammond B3

### Infermiera
- Leslie Abbadini - voce
- Gianni Sabbioni - contrabbasso
- Marco Vignuzzi - chitarra acustica
- Valerio Gaffurini - pianoforte
- P. Antonetto - archi

### De me
- Paolo Costola - chitarre, cori
- Gianni Sabbioni - basso
- Alessandro Gioia - batteria, percussioni
- Marco Vignuzzi - chitarra acustica
- Alberto Gioia - organo Hammond B3

### Cinema Ambra
- Leslie Abbadini - cori
- Maurizio "Gnola" Glielmo - chitarre
- Davide "Billa" Brambilla - fisarmonica, pianoforte
- Angapiemage "Anga" Galiano Persico - violino
- Alessandro Parilli - basso
- Diego Scaffidi - batteria, percussioni
- Marco Vignuzzi - mandoguitar

### Il re del giardino
- Leslie Abbadini - voce
- Alessandro Gioia - organo positivo, celesta, hand bells
- P. Antonetto - contrabbasso, voce

### Goga e Magoga
- Leslie Abbadini - voce, cori
- Maurizio "Gnola" Glielmo - chitarre
- Paolo Costola - chitarre, chitarra baritono, sitar guitar
- Davide "Billa" Brambilla - fisarmonica, pianoforte
- Alessandro Gioia - percussioni
- Angapiemage "Anga" Galiano Persico - violino
- Alessandro Parilli - basso
- Diego Scaffidi - batteria
- Marco Vignuzzi - bass six, irish bouzouki, cori, tamboura, Moog
- Valerio Gaffurini - Mellotron, mallets
- Andrea Cusmano - ciaràmella
- Roberto Tura - cori

### Colle nero
- Leslie Abbadini - voce
- Paolo Costola - chitarre
- Alessandro Gioia - Mellotron, Moog Taurus bass pedal, organo Hammond B3, shaker
- Marco Vignuzzi - chitarra acustica

### Gira gira
- Leslie Abbadini - cori
- Paolo Costola - chitarre
- Davide "Billa" Brambilla - fisarmonica
- Gianni Sabbioni - contrabbasso
- Alessandro Gioia - batteria, percussioni
- Angapiemage "Anga" Galiano Persico - violino
- Marco Vignuzzi - ukulele, dobro, banjo

### Omen
- Angapiemage "Anga" Galiano Persico - violino
- Raul Rippe - violoncello

### Il viaggiatore
- Leslie Abbadini - voce, cori
- Maurizio "Gnola" Glielmo - chitarre
- Davide "Billa" Brambilla - pianoforte
- Alessandro Parilli - basso
- Diego Scaffidi - batteria
- Marco Vignuzzi - dobro, chitarra acustica
- Alberto Gioia - organo Hammond B3
- Sandro Petrone - armonica

### Il dono del vento
- Leslie Abbadini - voce
- Alessandro Gioia - percussioni, harmonium
- Angapiemage "Anga" Galiano Persico - violino
- Marco Vignuzzi - irish bouzouki, chitarra terzina
- Andrea Cusmano - flauti